# Brigitte Hoffmann
Brigitte Hoffmann (* 7. August 1943 in Neuruppin) ist eine  deutsche Tennisspielerin und Sportwissenschaftlerin.

## Karriere
Hoffmann begann ihre Karriere in der SG Eintracht Neuruppin. Später brachte sie Wolfgang Jacke, einer der Spitzenspieler der DDR, noch vor dem Mauerbau zur HSG Humboldt-Universität Berlin. Dort nahm Hoffmann auch ihr Lehramtsstudium in den Fächern Geschichte und Sport auf. Ihre tennissportlichen Fähigkeiten blieben den Funktionären und Trainern bis 1967 verborgen, als sie an der Seite von Hella Riede im Damendoppel mit dem Gewinn der DDR-Meisterschaften hervortrat.
Nun wurde sie in den B-Kader des Turn- und Sportclubs Berlin berufen, kehrte aber bald wieder zu ihrem alten Club HSG zurück, was ihr 1970 einen kurzfristigen Ausschluss aus dem Nationalkader einbrachte. Hoffmann ließ sich davon aber nicht beirren und sicherte sich im Alter von 28 Jahren zum ersten Mal die Einzelmeisterschaften der DDR, der noch sechs weitere Einzeltitel folgten. Ihre berufliche Karriere an der Humboldt-Universität, wo sie 1977 zum Thema „Das Krafttraining der Ruderer außerhalb des Ruderbootes“ promovierte, war ebenso erfolgreich. Der Universitätsbetrieb ließ der Brandenburgerin genug Zeit, ein hohes Spielniveau zu halten. So wurde sie erst 1979, als sie ihren letzten Einzeltitel gewann, im Alter von 36 Jahren aus dem Nationalkader verabschiedet. Ein Jahr später wurde sie mit dem Titel „Meister des Sports“ ausgezeichnet.
Nach der Wende stellte sie auch auf internationaler Senioren-Bühne ihre Klasse noch einmal unter Beweis. Zusammen mit Sigrun Fuhrmann wurde Hoffmann 1993 Weltmeisterin im Doppel. 1998 wurde sie in der Altersklasse 55 mit der deutschen Equipe Mannschaftsweltmeister. Fünf Jahre später konnte sie diesen Erfolg in der Altersklasse 60 wiederholen.